# 정병호 (무용학자)
정병호(鄭昞浩, 1927년~2011년 7월 25일)는 대한민국의 무용학자이다. 중앙대학교 명예교수, 문화재위원회 위원, 함귀봉 조선교육무용연구소 연구원으로 활동하며 한국의 전통문화유산을 발굴 및 계승하고 한국 무용학의 초석을 다진 공로로 대한민국 정부로부터 1997년 옥관문화훈장과 2008년 화관문화훈장을 받았다.